# مارتنسراده
مارتنسراده (به آلمانی: Martensrade) یک شهر در آلمان است که در Plön (District) واقع شده‌است. مارتنسراده ۹۹۸ نفر جمعیت دارد.